# Karin Fasel
Karin Fasel (...) è una sciatrice alpina svizzera paralimpica, che ha rappresentato la Svizzera nello sci alpino paralimpico ai Giochi paralimpici invernali del 2010 a Vancouver a ai Campionati mondiali di sci alpino paralimpico del 2009 a Kangwonland, nel Sud Korea, dove ha vinto la medaglie di bronzo.

## Biografia
Dopo gli studi universitari nell'ambito della contabilità, Fasel è una donna d'affari. Nel 1996, dopo un incidente in bicicletta, le è stato amputato il braccio destro. A gennaio 2006, dopo una frattura alla gamba, ha saltato i Giochi paralimpici invernali a Torino. Alla Coppa del Mondo 2002 ha subito diversi infortuni: braccio, clavicola e il ginocchio destro fratturati. A livello di club, ha gareggiato nello Sci Club Plaffeien.

## Carriera
Ai Campionati mondiali di sci alpino paralimpico del 2003/2004 a Wildschönau, in Austria, Fasel ha vinto la medaglia di bronzo nella discesa libera LW3,6/8,9 con un risultato di 1:30.44. Nella stessa competizione ha raggiunto il 5º posto nel supergigante in 1:39.04 e il 6º posto nello slalom gigante in 2:38.83.

## Palmarès

### Campionati mondiali
- 1 medaglie:
  - 1 bronzo (discesa libera LW3,6/8,9 a Wildschönau 2004)